# Potres u Dubrovniku 1667.
Potres u Dubrovniku 1667., poznat i kao Velika trešnja 1667., jedan je od najjačih potresa koji su pogodili neko područje današnje Hrvatske. Naime, potres je bio magnitude oko 6.38 po Richterovoj ljestvici i intenziteta od 9 stupnjeva po Mercallijevoj ljestvici.

## Kronologija
Dana 6. travnja u 8 sati ujutro, Dubrovnik je zadesio kafastrofalan potres. Ovo je bila najveća katastrofa u dotadašnjih 1200 godina povijesti Dubrovnika.
Golemo kamenje kotrljalo se s brda Srđ i rušilo sve pred sobom. Snažan cunami poharao je luku. More se nekoliko puta povlačilo i pri povratku razbijalo brodove o obalu. Pukotine su se pojavile u zemlji, a izvori vode su presušili. Uzvitlana prašina bila je toliko gusta da je zamračila nebo.
Snažan vjetar je raspirio vatre s ognjišta i izazvao požar koji je gorio sljedećih 20 dana i progutao neprocjenjivo materijalno i kulturno blago koje je nastajalo tijekom stoljeća.
Potres se dogodio 6. travnja 1667. godine, ujutro, negdje između 8 i 9 sati. Prvi i glavni udar koji je odredio budućnost Grada i njegovih stanovnika bio je kratak, ali neobično snažan, a slijedili su ga odmah zatim potresi slabijeg intenziteta.
Jedan franjevac koji je tijekom potresa služio misu tvrdio je kako je potres trajao točno koliko mu je bilo potrebno za na oltaru na latinskom jeziku izgovoriti iduće riječi: "Muka našega Gospodina Isusa Krista". Drugi su preživjeli, pak, uspoređivali duljinu trajanja s vremenom koje je potrebno za izgovoriti Očenaš; treći s duljinom trajanja molitve Vjerovanja. Nakon trusnog udara zgrade su se nastavile urušavati, padali su rasklimani zidovi, dijelovi brda Srđ otkidali su se u obliku gromada stijena te se, uz zaglušujuću buku, kotrljali prema gradu. Srušenim gradom odjekivali su krikovi preživjelih i ranjenih, plač zatrpanih koji se, zbog kamenja ili greda koje su na njima ležale, nisu mogli pomaknuti. U luci se more tri puta povuklo ostavljajući brodove na suhom, a onda opet velikom snagom nadolazilo lomeći obalu i ostatke brodica. Tvrđava sv. Ivana dva se puta otvorila i zatvorila, ali se nije srušila. Neozlijeđeni su u strahovitoj panici pokušavali izići iz Grada ostavljajući svoje srodnike zatočene pod srušenim zidovima domova. Oni koje je trešnja zatekla u postelji polugoli su panično preskakali preko ruševina i leševa koji su iz njih virili. Nisu razmišljali ni o čemu drugom, nego kako spasiti život i uteći što je moguće prije iz tog kolopleta smrti. Možda najbolje to ozračje beznađa i straha očituje nekoliko rečenica koje je kanonik Bernard Giorgi napisao potkraj travnja Stjepanu Gradiću u Rim. "Nijesam kadar da vam opišem naš rasap, jer nemam sigurna mjesta da naslonim glavu. Ruševine, vatra i pljačkanje svršili su grad".
Potres je porušio gotovo cijeli grad. Stradalo je oko 3000 ljudi, što je polovina tadašnjeg stanovništva grada.
Potres je pogodio grad u politički vrlo nezgodnom trenutku, usred Drugog kandijskog rata između Mlečana i Turaka. I jednima i drugima bi zauzimanje Dubrovnika dalo veliku prednost u ratu, no dubrovačka je diplomacija čak i u ovim okolnostima uspjela sačuvati samostalnost Republike.
Dubrovnik se uspio održati na nogama i ponovno izgraditi iz pepela, no nikada nije uspio povratiti snagu kakvu je imao u najboljim danima.
Po riječima svećenika prvi udar nije trajao ništa dulje nego što je bilo potebno za izrijeći passio domini nostri Jesu Christi secundum. Nizozemci Joris Croock i Jacob van Dam našli su se u gradu, a nadbiskup je pobjegao u Anconu. Potres su za pljačku (bogaćenje) iskoristili Morlaci (Vlasi) i stanovnici Republike (zlato, srebro, nakit, relikvije). Služitelji su pljačkali gospodare pošto su znali gdje je blago. Frano Bobaljević bio je živčano rastrojen zbog uništena i opljačkana bogatstva i pogibije svih članova brojne obitelji; preselio se izvan grada, tražio škrinje iz Venecije kako bi pohranio ostatak bogatstva. Bunići su pošli u Ston dva mjeseca, iz Gruža im je donesena preostala imovina pa su se vratili u Dubrovnik. Poginulo je 2000 ljudi u Gradu, 3000 u cijeloj Republici. Mnoge crkve su uništene (katedrala). Relativno neoštećeni ostali su samostani i crkve dominikanaca i franjevaca, crkva svetog Vlaha, crkva svetog spasa, Sponza te zidine. Ovaj potres djelovao je i na Split, Šibenik, Zadar, Trebinje, Mostar i Crnu Goru (najdramatičnije u Kotoru). Dana 11. travnja odredbe dubrovačke vlade u izvanrednom stanju: ne napuštati Grad, 300 vojnika, prijelazna vlada (10 obitelji), 6 kapetana (svaki zadužen za 50 vojnika). Marojica Kaboga se zbog potresa iz državnog neprijatelja pretvorio u spasitelja države. 23. travnja izabrano je 12 guvernera Republike, pučanima prvi put dopušteno glasovati. 3. lipnja Senat se sastaje prvi put nakon potresa, a 10. lipnja Veliko vijeće. Republika je nakon potresa u nezavidnom položaju zbog spletki mletačke diplomacije, turskih ucjena i prepada pandura i hajduka na teritorij Republike. Kara Mustafa je u srpnju zahtijevao 300 vreća punih dukata. Bosanski paša prijetio je prijetvorbom Republike u osmanski sandžak: Ti nevjernici nisu vrijedni sultanove samilosti, nego prije njegova mača. Dubrovčani su tražili pomoć od francuskog kralja Luja XIV., on žali da ne može pomoći jer je u ratu. Vatikan je nešto obzirniji: vrši pritisak na Mletačku Republiku ne napadati Dubrovčane. Dubrovnik je pošteđen isplaćivanja 300 vreća punih dukata, nešto imovine dano (Jaketa Palmotić i Nikolica Bunić). Mir Osmanskog Carstva i Mletačke Republike potpisan je 6. rujna: Split ponovno otvoren za trgovinu, mletačka vlast na Jadranu, nisu završile poteškoće s Kara Mustafom. Tri plemića nadzirala su 62 radnika koji čiste ruševine, druga tri za zidine, odlučno je obnavljana Crkva svetog Vlaha koja ima služiti kao katedrala dok se ne obnovi prava, 360 isplata radnicima od 1 do 400 perpera. Pomogao je Stjepan Gradić, vodeći Hrvat („Ilir”) u Vatikanu, 4 puta na čelu Hrvatskog bratstva sv. Jerolima. Pobrinuo se da Republika ne bude uvučena u protuosmanske planove Aleksandra VII. Gradić je najvažniji i što se tiče financija i tehničke ekspertize, pošto je dizao je kredite u talijanskim bankama i podigao svu imovinu za obnovu grada (71 665 škuda). Katedrala je dovršena 1713. godine.
Spašavanjem ljudi i kulturnih vrijednosti istaknuo se franjevac Vital Andrijašević.

## Zanimljivosti
Jedna od rijetkih prigoda kad se pucalo s dubrovačkih utvrda bila je neposredno nakon potresa kad je zapovjednik Lovrijenca Pero Ohmučević naredio pucati na dvije mletačke galije koje su počele s iskrcavanjem na najoštećenijem dijelu zidina, između bastiona sv. Andrije i tvrđave Bokar. Nakon paljbe iz Guštera galije su se povukle prema Gružu i dalje za Mletke.